# Boeninskaja Alleja
Boeninskaja Alleja (Russisch: Бунинская аллея) is een station aan de Boetovskaja-lijn van de Moskouse metro dat is geopend op 27 december 2003.
Het viaductstation is gebouwd volgens een standaardontwerp voor de “lichte metro” door Zuid-Boetovo. Het ligt aan de oostkant van de gelijknamige laan die op zijn beurt genoemd is naar de Russische Nobelprijswinnaar Ivan Boenin. Ten westen van het perron kruist het viaduct de laan en loopt het viaduct nog een stuk door naar het westen. Hier liggen drie sporen waarvan alleen het middelste wordt gebruikt in normale dienst om de metro's te keren. Dit kopspoor is overigens wel geschikt voor standaard metro's met acht bakken, al kunnen die in verband met de perronlengte van 90 meter niet worden ingezet op de Boetovskaja-lijn. De buitenste twee sporen zijn bedoeld voor de verlenging van de lijn naar het zuiden maar vooralsnog is Boeninskaja Alleja het zuidelijkste station van de Moskouse metro en tevens het verste station vanaf het Kremlin. De verdeelhal ligt onder de westkant van het perron aan de straat terwijl aan de oostkant een lift tussen perron en maaiveld is ten behoeve van rolstoelgebruikers.

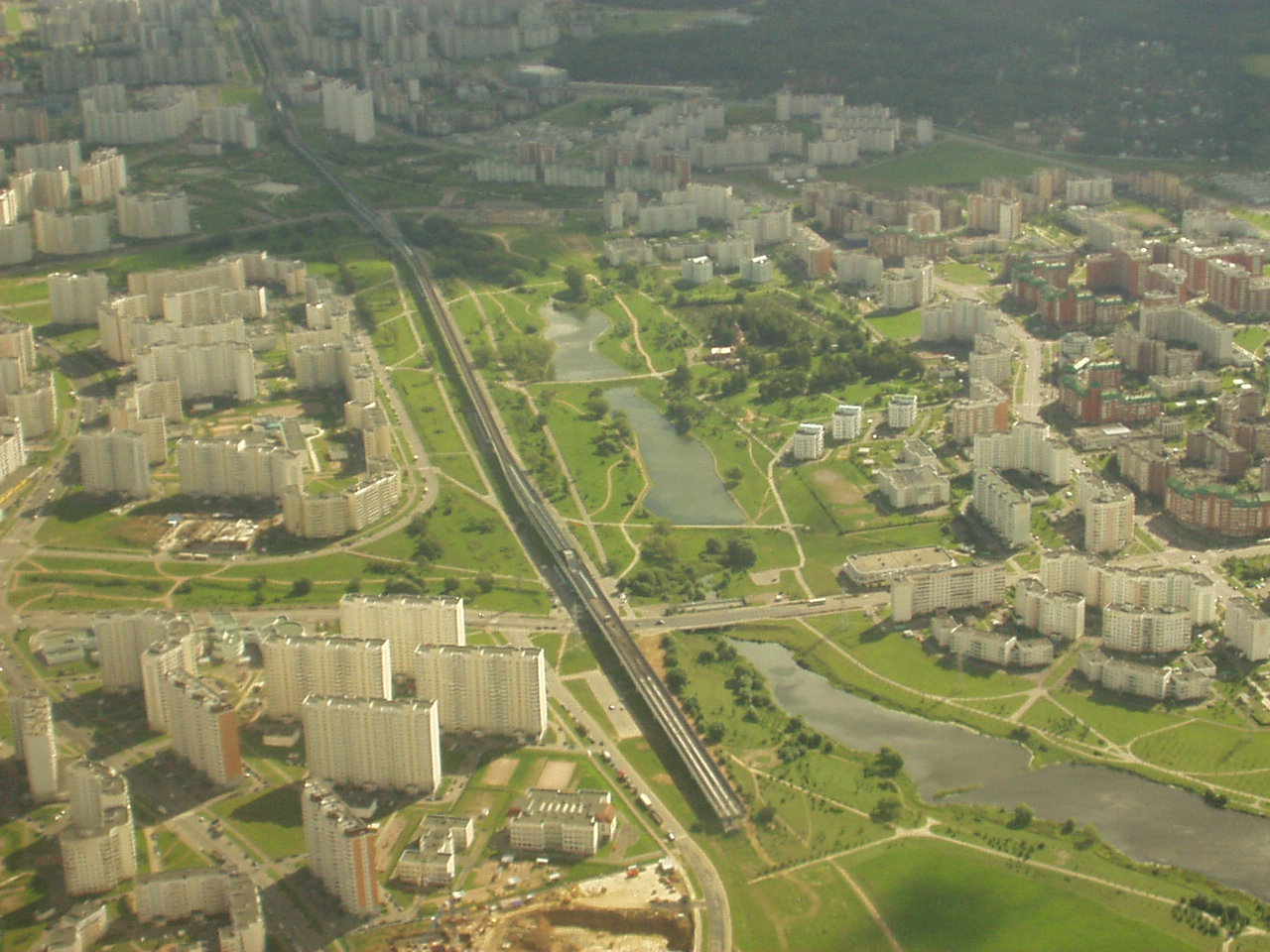
Het zuidelijke einde van lijn 12 gezien uit het westen
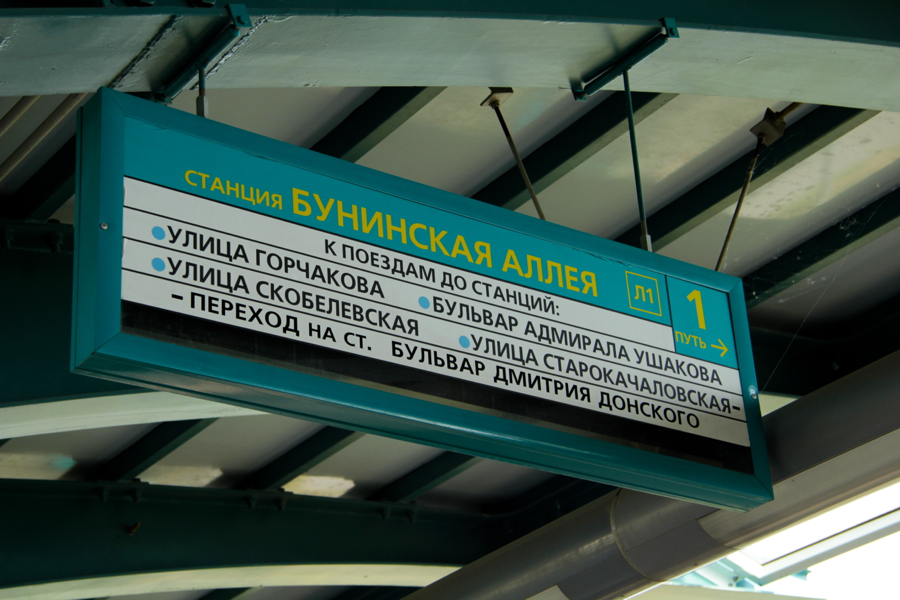
Het routebord nog met de lijnaanduiding L1
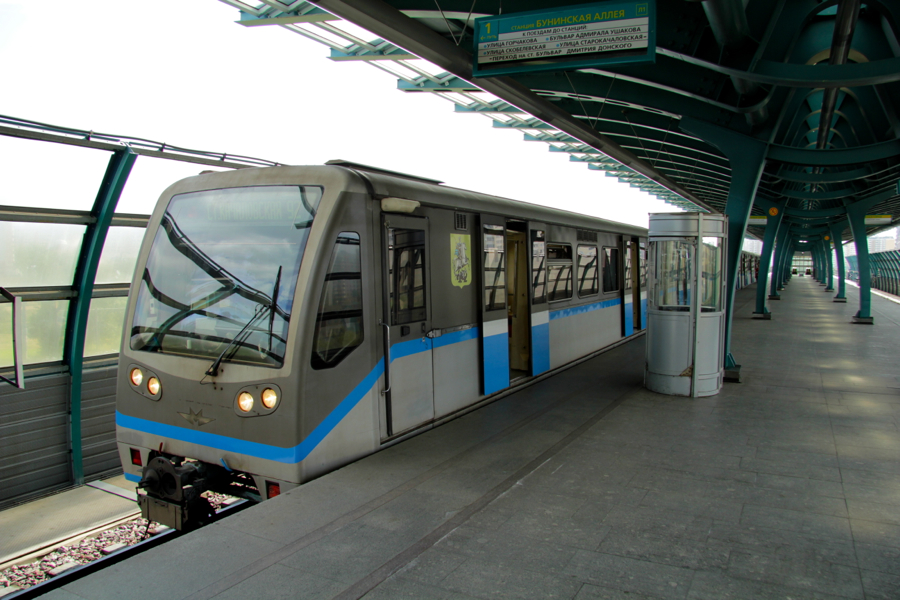
Een Rusich-metrostel langs het perron

De lijn is gebouwd als L1 in het kader van het "lichte-metro-project" uit 1999, waarbij onder andere werd uitgegaan van korte metro's. Hiertoe werden de Rusich-metrostellen ontwikkeld bestaande uit twee gekoppelde bakken. Deze worden gekoppeld tot een zesbaksmetro ingezet op Boetovskaja-lijn. In 2008 kwamen er plannen om de lijn aan beide zijden te verlengen, de noordelijke is in 2014 gerealiseerd. De zuidelijke verlenging zou naar Novokoerjanovo lopen met onderweg vanaf Boeninskaja Alleja twee tussenstations, Potapovo en Tsjetsjerski Projezd. Nadat in 2012 het “lichte metro” project werd opgegeven ten gunste van verlenging van bestaande lijnen verdween de zuidelijke verlenging in 2016 van de plankaarten en kreeg de lijn het lijnnummer 12. Een van de verlengde lijnen is de Sokolnitsjeskaja-lijn die sinds september 2012, in plaats van de L2, is verlengd en sinds 20 juni 2019 tot het nabijgelegen Kommoenraka loopt. Het is de bedoeling om beide lijnen bij Potapovo te laten samenkomen. Zolang Boeninskaja Alleja het eindpunt is kunnen reizigers alleen naar het noorden reizen, doordeweeks vanaf 5:57 uur en in het weekeinde vanaf 5:58 uur.